# لوسین لوران
لوسین لوران، یک بازیکن و مربی فوتبال اهل فرانسه بود.
لوسین لوران که ۱۰ بار ملی‌پوش شده بود، به عنوان زننده اولین گل تاریخ جام جهانی فوتبال در ۱۳ ژوئیه ۱۹۳۰، در جریان بازی فرانسه مقابل مکزیک شناخته می‌شود. چهار سال بعد، او دوباره برای بازی در جام جهانی ۱۹۳۴ انتخاب شد.

## زندگی نامه
لوسین لوران که اصالتاً اهل منطقه پاریس بود، اولین بازی خود را با پاریس چارینتون در سال ۱۹۲۱ انجام داد. او در آنجا، در کنار برادر بزرگترش جین کار کرد. این دو برادر با هم در تیم پاریس چارینتون، فینال جام حذفی فرانسه در تاریخ ۶ مه ۱۹۲۸، در ورزشگاه المپیک ایو-دو-منوا مقابل ستاره سرخ بازی کردند که با نتیجه سه بر یک باختند.
دو سال بعد، لوسین لوران برای اولین بار در تیم ملی فرانسه برای یک بازی دوستانه در ۲۳ فوریه ۱۹۳۰ مقابل پرتغال در پورتو انتخاب شد که در آن بازی با نتیجه ۲-۰ به سود پرتغال تمام شد. برادر او یعنی جین به تیم ملی دعوت شد. آنها با هم برای شرکت در جام جهانی ۱۹۳۰ انتخاب شدند که اولین جام در تاریخ بود. در حالی که آنها به تازگی به سوشو پیوستند و در آن زمان آن‌ها شاغل در کارخانه پژو بودند و از کارخانه مرخصی گرفتند تا بتوانند در جام جهانی شرکت کنند.
بازی افتتاحیه جام جهانی ۱۹۳۰ که در ۱۳ ژوئیه ۱۹۳۰ در ورزشگاه پاکیتوس مقابل مکزیک انجام شد، لوسین لوران اولین گل در تاریخ جام جهانی را از طریق یک ضربه والی پای راست با پاس ارنست لیبراتی به ثمر رساند. فرانسوی‌ها با پیروزی بزرگ ۴-۱ مقابل مکزیک، پس از دو شکست، مقابل که ۱-۰ مقابل آرژانتین و ۱-۰ مقابل شیلی، نتوانستند از گروه خود صعود کنند و حذف شدند. لوسین لوران که هنوز به طور منظم تا آوریل ۱۹۳۲ انتخاب شده بود، در جریان بازی دوستانه ای که در ۱۴ می ۱۹۳۱ در برابر انگلیس انجام شد که گل دوم را برای فرانسه به ثمر رساند و با برتری ۵-۲ تمام شد. پس از آن، لوسین لوران دیگر به طور منظم دعوت نشد و دهمین و آخرین بازی ملی خود را در سال ۱۹۳۵ پس از بازی در جام جهانی ۱۹۳۴ انجام داد.
لوسین لوران باشگاهی حرفه‌ای خود را در سال ۱۹۳۲ با فرانسیس در پاریس شروع کرد. او سپس به طور مرتب باشگاه را تغییر داد، به پاریس چارینتون بازگشت سپس به مولوز رفت و سپس به سوشو بازگشت. در سال ۱۹۳۶، او به رن رفت، جایی که برادرش جین از سال ۱۹۳۴ در آنجا بازی می کرد، اما لوسین لوران فقط یک سال در آنجا ماند، رن در پایان فصل به لیگ ۲ سقوط کرد. لوسین لوران سپس به مدت دو سال در استراسبورگ بازی کرد.

## اولین گل در تاریخ جام جهانی

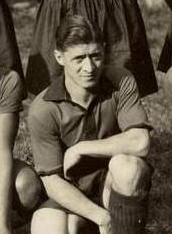
ورزشگاه رن در سال ۱۹۳۶

لوسیان لوران در شبکه لکیپ فرانسوی گفت: برای مسافرت به جام جهانی ۱۹۳۰، ۱۵ روز در کشتی کونته ورد بودیم که از ویلفرانش-سور-مر در جمع بلژیکی‌ها و یوگسلاوی‌ها سوار شدیم. ما تمرینات اولیه خود را در پایین کشتی و تمرینات خود را روی عرشه کشتی انجام دادیم و مربی ما یعنی رائول کودرون هیچ وقت در مورد تاکتیک صحبت نکرد. به هرحال به اروگوئه رسیدیم. ما در حال بازی با مکزیک بودیم و برف می بارید، زیرا در نیمکره جنوبی زمستان بود. ارنست لیبراتی توپ را در مرکز قرار داد و من با دقت مسیر آن را دنبال کردم و با پای راست آن را روی رگبار گرفتم. وقتی این گل را زدم یک شادی ساده داشتم، شادی یک گلزن معمولی با هم تیمی هایش که همدیگر را بوسیدیم. همه راضی بودند اما همه ما روی زمین نچرخیدیم. هیچ کس متوجه نشد که تاریخ در حال ساخته شدن است. بدون هیچ پاداشی ما به بازی ادامه دادیم. آن روز، درست تا آخر همه ما آماتور بودیم.

## جنگ جهانی دوم
لوسین لوران که به زودی از فوتبال بازنشسته شد، در طول جنگ جهانی دوم، در بزانسون ساکن شد. او مربی رسینگ بزانسون شد که در دسته دوم بازی می کرد. با این وجود تا سال ۱۹۵۰، مربی این تیم را برعهده داشت. لوسین لوران در سال ۱۹۶۱ از کل فوتبال باز نشسته شد و در همان سال یک کارخانه آبجوسازی در شهر بزانسون را افتتاح کرد و در همان شهر ماند و از بازیکنان آکادمی رسینگ بزانسون مراقبت می‌کرد.

## مرگ

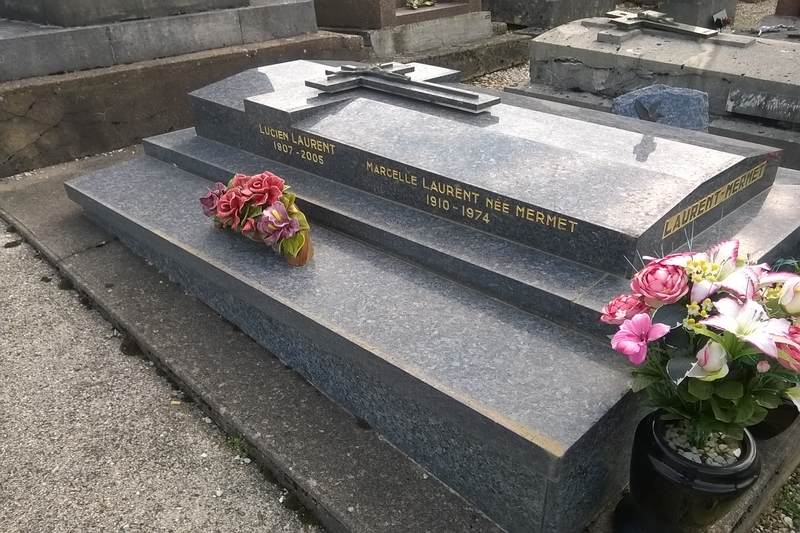
قبر لوسین لوران در قبرستان قدیمی وزول

لوسین لوران در ۱۱ آوریل ۲۰۰۵ در سن ۹۷ سالگی درگذشت. او آخرین بازمانده تیم ملی فرانسه بود که در اولین جام جهانی شرکت کرد و تنها بازمانده‌ای بود که توانست در سال ۱۹۹۸ اولین قهرمانی فرانسه در جام جهانی ۱۹۹۸ را ببیند.

## افتخارات
پاریس چارینتون
- نایب قهرمانی جام حذفی فرانسه: ۱۹۲۸

سوشو
- جام پژو: ۱۹۳۱